# Hastula lanceata
Hastula lanceata is een slakkensoort uit de familie Terebridae. De wetenschappelijke naam werd gepubliceerd in 1767 door Carl Linnaeus.